# Heinrich von Rittberg (Politiker, 1823)
Graf Heinrich Georg Adalbert Max von Rittberg-Stangenberg (* 17. Februar 1823 auf dem Gut Stangenberg, Kreis Stuhm, Westpreußen; † 24. April 1897 ebenda) war ein deutscher Verwaltungsjurist, Rittergutsbesitzer und Parlamentarier.

## Leben
Heinrich von Rittberg war der älteste Sohn des Landrats Heinrich von Rittberg und der Offizierstochter Wilhelmine von Fritze (* 1791; † 1868). Er selbst besuchte das Gymnasium Marienwerder. Nach dem Abitur studierte er an der Albertus-Universität Königsberg Rechtswissenschaft. 1843 wurde er Mitglied der Corpslandsmannschaft Normannia. Er trat nach dem Studium in den preußischen Staatsdienst und wurde Regierungsassessor bei der Regierung in Marienwerder. Von 1858 bis 1867 war er Landrat des Kreises Stuhm. Graf Rittberg war Majoratsherr und Rittergutsbesitzer in Stangenberg, Kreis Stuhm. Als Kreisdeputierter wurde er 1874 zum Amtsvorsteher des Amtsbezirk Stangenberg ernannt. Er war Mitglied und von 1885 bis 1890 Vorsitzender des Provinziallandtags der Provinz Westpreußen. Von 1890 bis 1894 war er Vorsitzender des Provinzialausschusses.
1859 heiratete Graf Rittberg zu Marienwerder seine Anna von Vegesack (* 1841; † 1887). Das Ehepaar hatte die Tochter Anna (* 1868; † 1957), diese war liiert mit dem Forstmeister August von Bruchhausen. Der Sohn Gerhard (* 1865; † 1947) gründete mit Hildegard von Enckevort, geschiedene von Gotsch, eine Familie, das Paar hatte eine Tochter Gerda, verheiratet mit Edgar Wöhlisch. Gerhard Graf Rittberg wurde preußischer Landforstmeister.
Oswald von Rittberg war sein Bruder.